# Бер (Делавер)
Бер (енгл. Bear) насељено је место без административног статуса у америчкој савезној држави Делавер.

## Демографија
По попису из 2010. године број становника је 19.371, што је 1.778 (10,1%) становника више него 2000. године.
| Група             | 2000.          | 2010.         |
| Белци             | 11.338 (64,4%) | 8.741 (45,1%) |
| Афроамериканци    | 4.714 (26,8%)  | 6.682 (34,5%) |
| Азијати           | 357 (2,0%)     | 812 (4,2%)    |
| Хиспаноамериканци | 968 (5,5%)     | 2.750 (14,2%) |
| Укупно            | 17.593         | 19.371        |